# 中世明日香
中世 明日香（なかせ あすか、1980年5月29日 - ）は、日本の女性声優。フリー。

## 経歴
- 和歌山県出身。
- 高校時代、友人の「声って印象に残るよね」という言葉で声優を志す[3]。しかし原体験は2歳の頃に見ていたテレビアニメ『魔法のプリンセス ミンキーモモ』で「私もあんな風に変身したい!」と思い、以来、アニメは欠かせない存在だったという[3]。高校卒業を機に大阪府の声優関連学校へ進学[3]。その後、上京し、講師は心配してくれたが、両親には「おまえの人生だから」と許してくれたという[3]。
- かつては、銀プロダクション、プロダクション・タンク[4]に所属していた。2009年12月よりフリーで活動。
- デビュー前に「かちわり娘」という3人組で漫才をやっていたことがある。ステージにも2、3回立ったことがあり、ツッコミを担当していた。
- 現在、声優活動はあまりしておらず紙芝居師や絵本の読み語りをしている。

## 出演作品
※太字はメインキャラクター。

### テレビアニメ
2001年
- 超GALS!寿蘭（生徒、旭川みどり、女子学生）
- も〜っと!おジャ魔女どれみ

2002年
- おジャ魔女どれみドッカ〜ン!（おんぷのファン）
- 超GALS!寿蘭（女の子、友人、少女）

2003年
- 明日のナージャ

2005年
- アバター 伝説の少年アン（アン）
- ぱにぽにだっしゅ!（来栖柚子、オオサンショウウオ）

2006年
- かしまし 〜ガール・ミーツ・ガール〜（陸子）
- 女子高生 GIRL'S-HIGH（K子）
- ふしぎ星の☆ふたご姫 Gyu!（2006年 - 2007年、レモン）
- 夜明け前より瑠璃色な 〜Crescent Love〜（女子生徒A）

2007年
- スケッチブック 〜full color's〜（麻生夏海）

2008年
- ヒャッコ（大場湊兎）

### OVA
2005年
- I"s Pure（秋葉いつき）

### ゲーム
2001年
- くるパラ！（キラプル）

2006年
- I"s Pure（秋葉いつき）

2009年
- ヒャッコ よろずや事件簿!（大場湊兎）

### 吹き替え
- アバター 伝説の少年アン（アン）
- 火の鳥（イ・ヨンウン）
- トゥームレイダー2（ミワ）
- 私はラブ・リーガル（ハンナ・ポーター〈アレクサ・ニコラス〉）

### 舞台
- samasamaプロデュース公演
  - Days
  - ろまんす
  - neccesaly
  - プレイス
  - SA・KU・RA
  - 時計
- 朗読劇「平石水中」（2008年9月8日、荻窪メガバックスシアター）
- 「平石水中+石（再）」（2010年11月21日、中野studio twl）

### ラジオ
- スケッチブック ほんわからじお（2007年9月28日 - 2008年1月11日）

### CD
- ドラマCD Sketch Book Stories 〜前夜祭〜（麻生 夏海）

### その他
- 角野卓造が語る名探偵モンクの魅力（ナレーション）
- ヤマハ音楽教室（ぷっぷるの声）